# Lidový soud v Lanškrouně

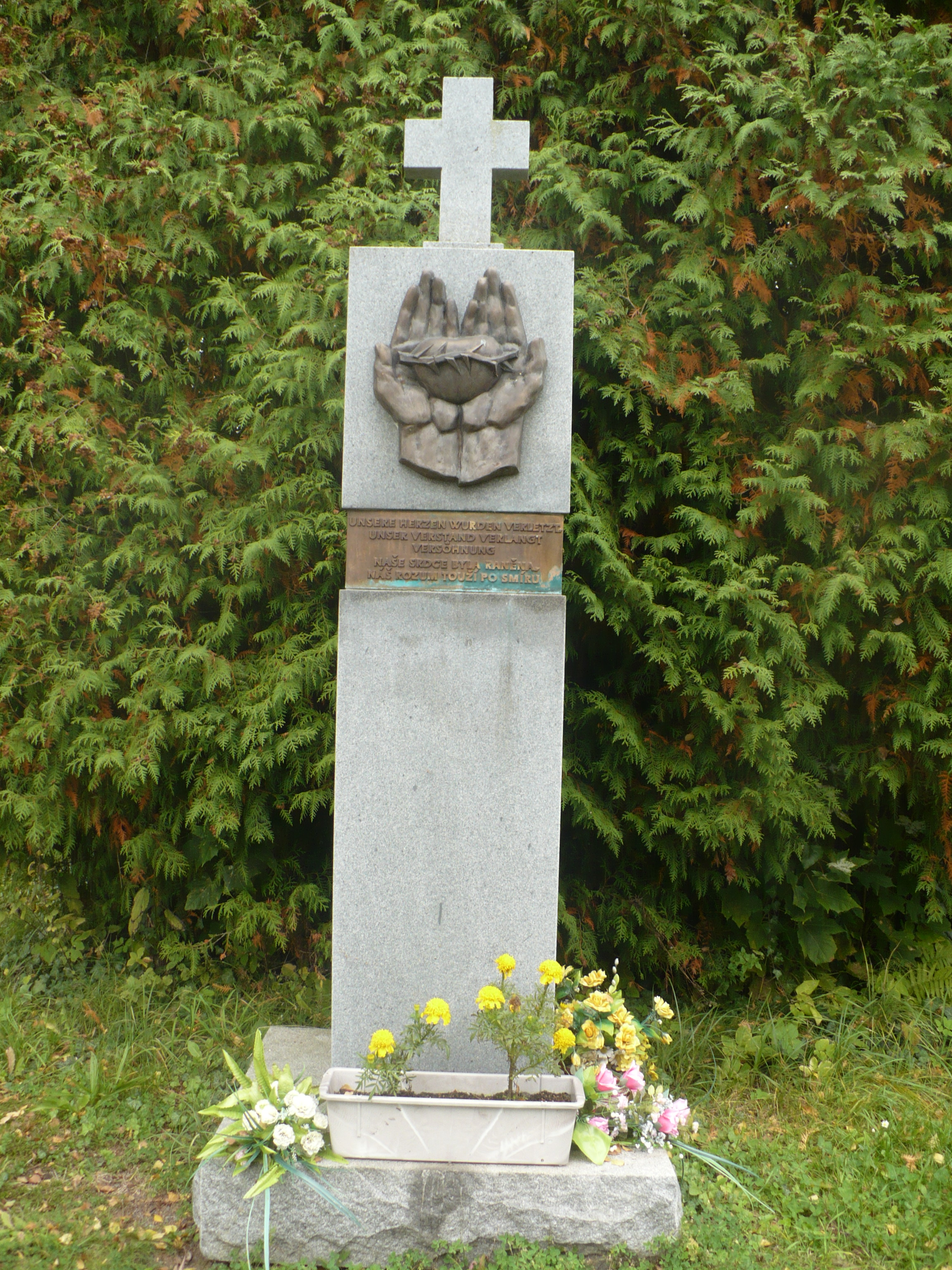
Pomník obětem odsunu na lanškrounském hřbitově s nápisem v obou jazycích: "Naše srdce byla raněna, náš rozum touží po smíru".

Jako lidový soud v Lanškrouně (německy Blutgericht von Landskron, doslova lanškrounský krvavý soud) nebo přesněji partyzánský soud v Lanškrouně je označována událost, k níž došlo ve dnech 17.–21. května 1945 ve východočeském městě Lanškrouně. Podle německých historiků bylo při tomto „soudu“ zastřeleno 51 německých obyvatel Lanškrouna a okolí a dalších více než sto jich zemřelo v důsledku mučení. Vedle toho dalších více než 100 tamějších Němců v obavě před „soudem“ raději spáchalo sebevraždu, v některých případech spolu s celou rodinou. Uvedené počty úmrtí jsou však čerpány pouze ze sudetoněmeckých archívů. Dle českých historiků (Jiří Padevět, nebo muzeum Ústí nad Orlicí), je počet obětí nižší.

## Označení události
Označovat revoluční soud ze 17. a 18. května 1945 termínem „lidový soud“ je poměrně časté, ale sporné. Průběh události i následné exekuce totiž řídili partyzáni, nikoli obecní správa nebo „lid“ (české civilní obyvatelstvo). Stejně tak tento nezákonný revoluční soud neměl nic společného s mimořádnými lidovými soudy, organizovanými podle legitimního zákona, konkrétně podle dekretu prezidenta republiky č. 16/1945 Sb. Tento dekret o mimořádných lidových soudech byl podepsán až měsíc po událostech v Lanškrouně a zaváděl zcela jiný, v prvé řadě řádný a civilizovaný typ soudního jednání.

## Průběh události
Dne 17. května dorazila do Lanškrouna partyzánská skupina „Václavík“, která během války působila v oblasti pod Orlickými horami. Na hlavním lanškrounském náměstí (dnešní náměstí J. M. Marků) byli shromážděni místní čeští Němci, tj. místní civilní obyvatelstvo německé národnosti mužského pohlaví. Skuteční představitelé nacistické správy (vyšší úředníci města) nebo represe (gestapo, SS apod.) byli v té době už dávno na útěku směrem do americké zóny. Partyzáni se proto rozhodli vymáhat odpovědnost na místním civilním německém obyvatelstvu. Na náměstí byli soustředěni jak muži, které partyzáni posbírali po městě, ale také Němci z několika okolních obcí.
Ve spodní části náměstí byl postaven dlouhý stůl, za který v roli soudců zasedl partyzánský velitel a jeho společníci. Zadržení muži z řad místních Němců byli nejprve různým způsobem ponižováni slovně i fyzicky. Byli biti holemi, někteří byli házeni do nádrže s vodou, která dodnes stojí na náměstí. Následně se zadržení muži museli doplazit před soudní komisi a vyslechnout si svůj rozsudek. Přímo na náměstí byli zřejmě dva muži německé národnosti popraveni pověšením na sloup veřejného osvětlení. Dalších asi dvacet civilistů bylo zastřeleno u jižní zdi renesanční lanškrounské radnice. Někteří muži zde byli podle pamětníků ubiti.
Popravených by zřejmě bylo více. Nejkrvavější část soudu byla totiž přerušena požárem, který jedna žena německé národnosti založila ve svém domě na náměstí. Při hašení tohoto požáru polevila původní popudlivá nálada partyzánů, lačnících po exemplárních tvrdých trestech. Druhý den už proto zřejmě nikdo nebyl odsouzen k smrti, ale partyzáni vyměřovali „jenom“ fyzické tresty 20–50 tvrdých ran na záda apod. Následně z města odjeli.

## Pozdější ohlasy
Pozdější snahy o vyšetření celé události byly ze strany poválečných úřadů úspěšně mařeny. Teprve na přelomu tisíciletí byl na lanškrounském hřbitově postaven nenápadný památník, připomínající masakr z května roku 1945.

## Oběti
Mezi popravenými bylo hned několik lidí, kteří se podíleli na nacionálně socialistickém režimu anebo rozbití Československa. Šlo dle historika Jiřího Padevěta o Reinharda Schwaba z Horního Třešňovce, který měl být místní vedoucím NSDAP a nositelem pamětní medaile na 1. říjen 1938, udělované za pomoc při rozbití Československa. Dále mělo jít o jistého Josefa Jurenku z Lanškrouna, který měl být podle Lanškrounské kroniky konfidentem Gestapa. Dále šlo o Richarda Rottera, úředníka obávaného pracovního úřadu (Arbeitsamtu) (nucené nasazení); Karla Piffla, truhláře z Lanškrouna, držitele pamětní medaile na 1. říjen 1938; Leo Janische, opět úředníka pracovního úřadu z Lanškrouna (dle jiného materiálu měl být vedoucím tohoto úřadu); Josefa Faltejska z Dolní Čermné, mělo jít o zrádce a snad se údajně pokusil o útěk; Johanna Klementa, elektrotechnika z Lanškrouna, údajně šlo o konfidenta Gestapa; Rudolfa Gertha, zámečník z Lanškrouna, který se dle lanškrounské kroniky měl vytrhnout eskortě a byl zastřelen při pronásledování, šlo o držitele pamětní medaile na 1. říjen 1938. Viktor Benesch z Lanškrouna, údajný udavač měl být zastřelen, když prchal před partyzány, šlo opět o držitele pamětní medaile na 1. říjen 1938. Josef Neugebauer byl stavitelem a předválečným činovníkem Henleinovy SdP a Otto Dietrich byl taktéž stavitelem a byl činný dříve v Deutscher Turnvereinu a v roce 1935 byl vyšetřován pro protistátní činnost. Dále Padevět uvádí Johana Haflera z Lanškrouna jako příslušníka SA a Karla Langera, zaměstnance pracovního úřadu. Dalším případem je Theodor Benesch z Lanškrouna, který byl dle kroniky zastřelen před svým domem, když měl údajně ohrožovat partyzány při domovní prohlídce pistolí. A dále Richard Reichsmidter z Lanškrouna, který měl klást partyzánům ozbrojený odpor. Již 15. května měl být zastřelen Leopold Leschniger, který se měl při zatýkání bránit střelnou zbraní. 

Dalším popraveným místním představitelem nacionálně socialistického režimu byl politický vedoucí NSDAP Reinhard Schwab (nar. 4. 7. 1919), který byl komisařem pro rasovou politiku.